# Pianista

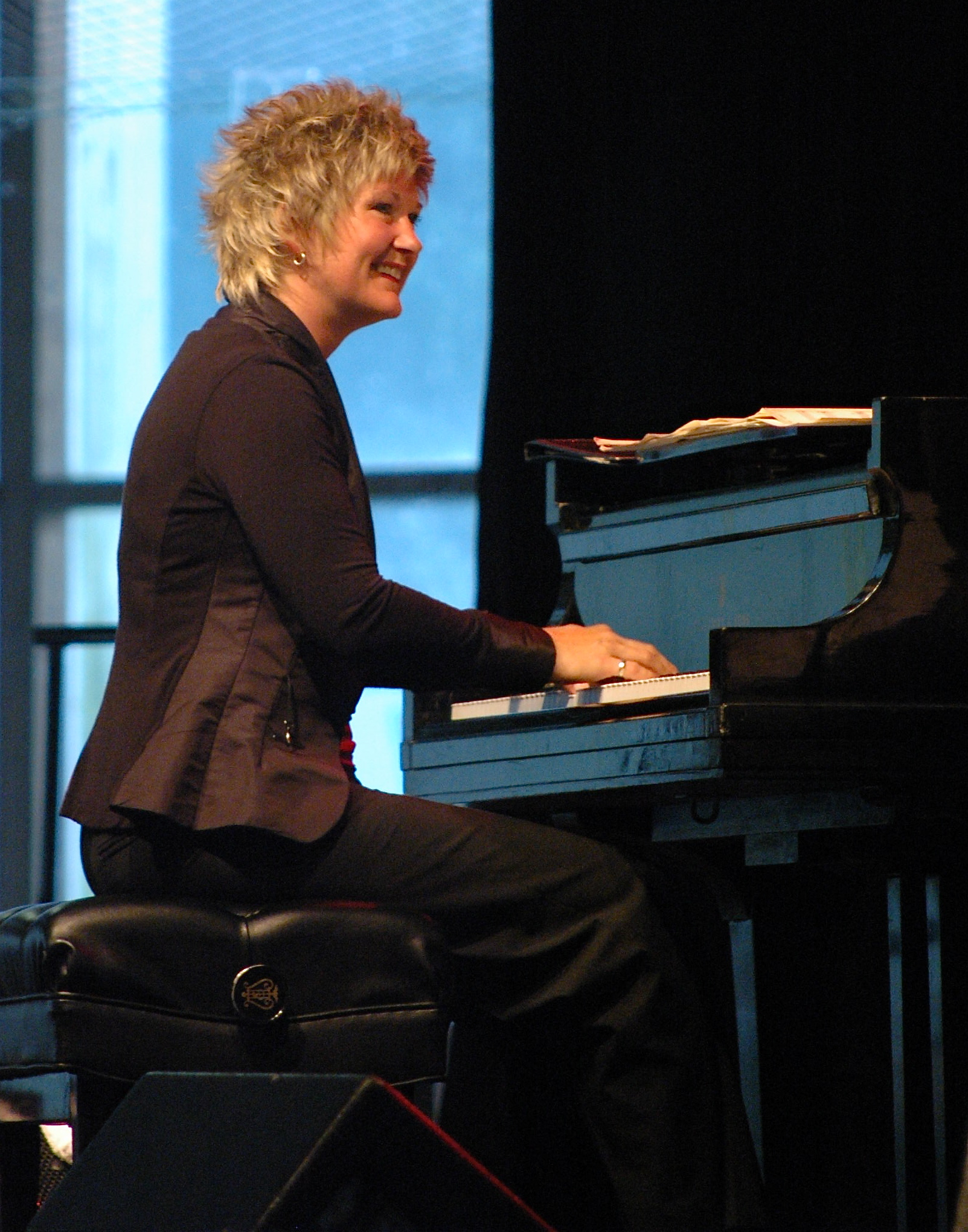
Pianista de jazz

Un pianista és la persona que toca el piano. Dins els pianistes hi ha diverses especialitzacions, ja que el piano és un instrument harmònic i versàtil, requerit en molts gèneres musicals que van des del jazz a la música clàssica o la música popular.
S'acostuma a parlar de pianista solista en els casos en què l'intèrpret toca sol o bé acompanyat d'una orquestra, o d'altres tipus d'agrupacions instrumentals.
Una altra classe de pianista és el que s'anomena repertorista o acompanyant, que és el que acompanya a cantants o instrumentistes en el cas de duos o duets musicals. Molt sovint aquests pianistes interpreten reduccions orquestrals, és a dir partitures originalment escrites per a orquestra i que s'han arranjat per a poder ser tocades amb un sol piano. Aquests pianistes també col·laboren als assajos de muntatges operístics, sarsueles o càstings.